# Топография террора
«Топогра́фия терро́ра» (нем. Topographie des Terrors) — информационно-выставочный центр и музей под открытым небом в Берлине.
Проект «Топография террора» существует в Берлине с 1987 года, когда в полуразрушенных подвалах гестапо, сохранившихся от Дворца принца Альбрехта, открыли выставку о преступлениях нацистов. В 2010 году для центра построено специальное здание. Главная цель — «сделать наглядной и доступной информацию о становлении и преступных действиях режима национал-социалистов». Основная экспозиция занимает площадь более 800 кв. м.
Благодаря действиям сотрудников центра удалось сохранить отрезок Берлинской стены. В информационно-выставочный центр «Топография террора» входит документационный центр «Подневольный труд в период национал-социализма», расположенный на территории сохранившейся «исторической застройки» — жилых бараков бывшего лагеря для «лиц подневольного труда Шёневайде GBI-Lager 75/76».

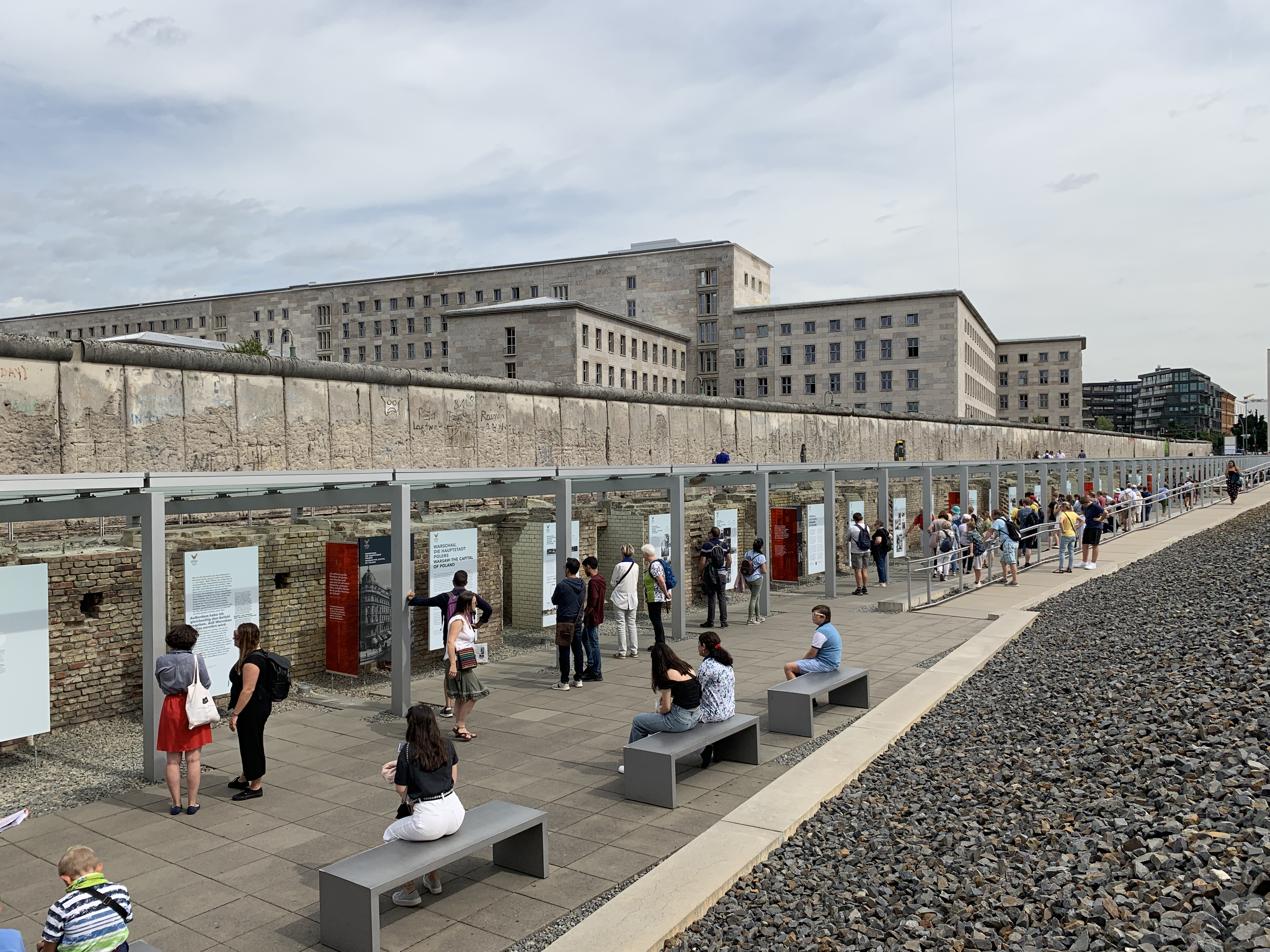

Возникновение центра «Топография террора», изменение его статуса тесно связаны с изменениями отношения к прошлому в немецком обществе — c денацификацией и «проработкой прошлого». Директор центра Андреас Нахама говорит: «Наш центр наглядно показывает структуры нацистского государства, его центра зла, показывает, как была уничтожена демократия, как был организован и осуществлялся террор».
Ежегодно выставку под открытым небом посещает более 500 тысяч человек. Вход свободный.
Многолетним директором фонда был историк Андреас Нахама (Andreas Nachama), который вышел на пенсию в конце ноября 2019 года. 1 января 2020 года его преемником стала историк Андреа Ридле (Andrea Riedle).